# مسجد كامبونج كوبانج
مسجد كامبونج كوبانج يقع المسجد في منطقة كامبونج كوبانغ، والتي تبعد حوالي سبعة عشر كيلومتر من بيكان توتونج في بروناي .

## البناء
تم البدء في بناء مسجد كامبونج كوبانج في عام 1981، على موقع أرض مساحتها 0.25 فدان، واكتمل البناء في أوائل شهر مايو من عام 1982، مع نفقات قدرت بمبلغ 300،000.00 دولار، بتمويل من حكومة صاحب الجلالة ومساعدة المجلس الديني الإسلامي .

## الافتتاح
افتتح مسجد كامبونج كوبانج رسميا من قبل الإمام الاستاذ أوانج حاجي عبد الحميد بن باكال قاضي بروناي دار السلام في ذلك الوقت، في يوم الجمعة الثامن من شهر رجب من عام 1404 هـ الموافق العاشر من شهر فبراير من عام 1984، بالتزامن مع إعلان اليوم الوطني لبروناي دار السلام، وبلغت قدرة المسجد الاستيعابية 300 مصلي، ومن بين التسهيلات المتاحة في المسجد وجود مكتبة .

## التوسعة
خضع مسجد كامبونج كوبانج لعملية توسيع، والتي نتج عنها زيادة القدرة الاستيعابية للمسجد من 300 مصلي إلى 500 مصلي في وقت واحد، وقد بدأ في البناء الإضافي للمسجد في عام 1997، واكتملت أعمال التوسعة في شهر ديسمبر من عام 1997 بسعر 85،000.00 دولار.